# Krasnoszczelje
Krasnoszczelje (ros. Краснощелье) – wieś w Rosji, w obwodzie murmańskim, w rejonie łowozierskim. W 2010 liczyła 423 mieszkańców.